# Démarche

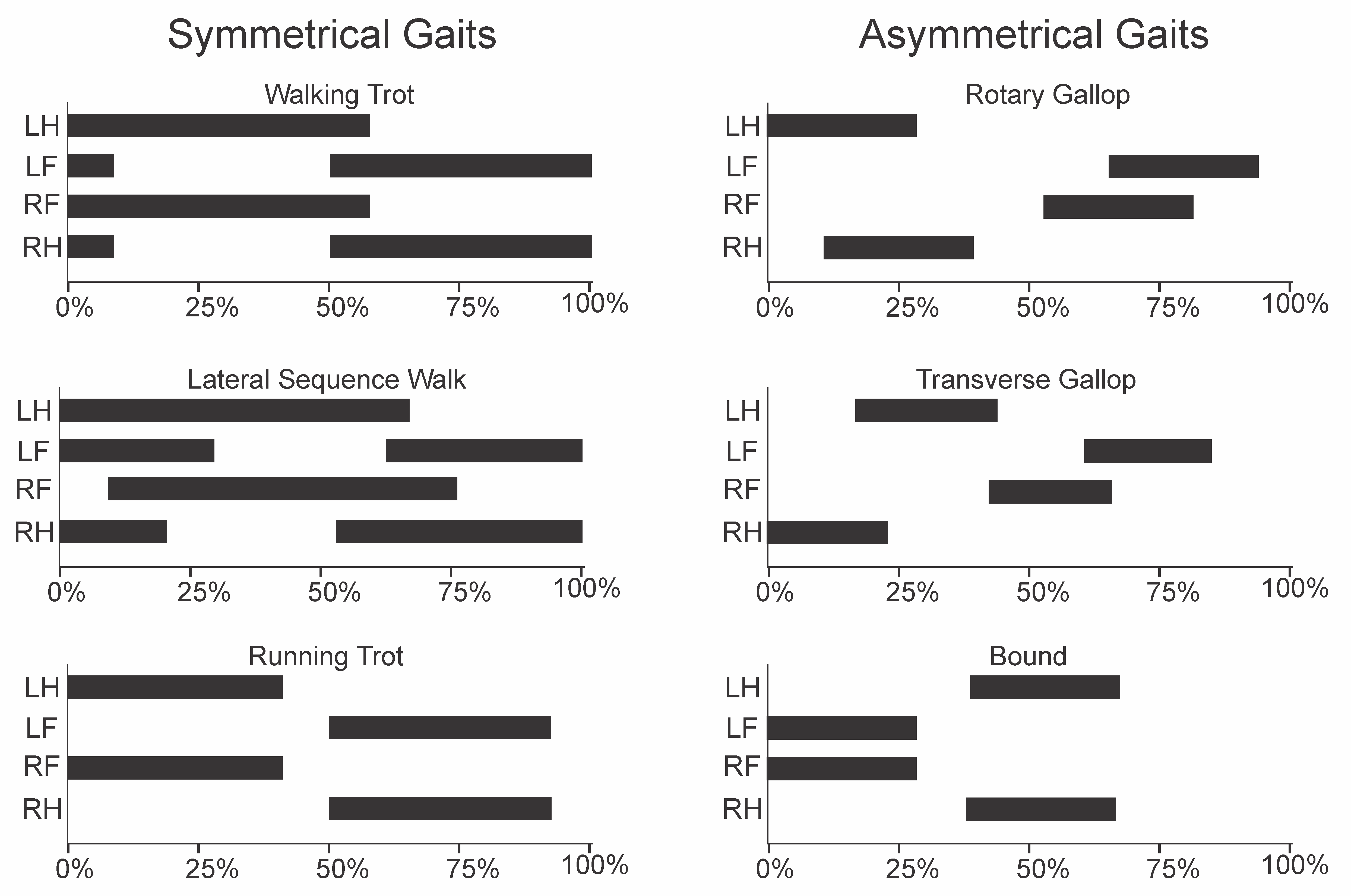
Diagrammes de démarche de Hildebrand. Les traits noirs indiquent les temps de contact des membres, l'axe du bas représente le % du cycle.

La démarche est le motif du mouvement des membres des animaux pendant leur déplacement.
La plupart des animaux utilisent différents types de démarches en fonction de la vitesse, du terrain, des besoins de manœuvrer et de l'efficacité énergétique.
Les diagrammes de démarche de Milton Hildebrand sont généralement utilisés par les physiologistes dans l'étude de la locomotion.
Il existe différents dispositifs permettant d'étudier les démarches. Parmi les plus anciens on peut citer le fusil photographique d'Étienne-Jules Marey en 1872, puis par Eadweard Muybridge en 1878. les chercheurs peuvent aujourd'hui utiliser des tapis roulants placés devant une caméra couplé à des rayons X pour étudier le mouvement de l'ossature des démarches de petits animaux .

#### Ouvrages
- Sabine Renous, Locomotion, Paris, Dunod, 1994, 252 p. (ISBN 2-10-001732-2, BNF 35707047)
- (en) Milton Hildebrand, Analysis of Vertebrate Structure, Hoboken, John Wiley & Sons, 2015, 364 p. (ISBN 978-0-470-12919-7)
- Georges Demenÿ (photogr. Étienne-Jules Marey), Station physiologique : méthodes et appareils, 1886 (BNF 40477951, lire en ligne)
- Jules Béclard, Traité élémentaire de physiologie : comprenant les principales notions de la physiologie comparée. 2e partie, Paris, Asselin et Houzeau, 1886, 2 volumes (BNF 38921092, lire en ligne)

#### Articles
- (en) Marc Herbin, Jean-Pierre Gasc et Sabine Renous, « Symmetrical and asymmetrical gaits in the mouse: patterns to increase velocity », Journal of Comparative Physiology A, Springer-Verlag, vol. 190, no 11,‎ novembre 2004, p. 895–906 (ISSN 0340-7594, e-ISSN 1432-1351, DOI 10.1007/s00359-004-0545-0)

### Filmographie
- Alain R. Devez, « Les petits dans la course des grands. Allure et géométrie (1995) », sur Canal U, 1995